# Richard Wilde Walker
Richard Wilde Walker (* 16. Februar 1823 in Huntsville, Alabama; † 16. Juni 1874 ebenda) war ein US-amerikanischer Politiker und Delegierter der Konföderierte Staaten von Amerika.

## Werdegang
Richard Wilde Walker, Sohn von John Williams Walker und Matilda Pope, wurde am 16. Februar 1823 in Huntsville geboren. Er studierte Jura und machte seinen Bachelor of Laws. Anschließend wurde er in Alabama als Anwalt zugelassen. Später wählte man ihn ins Repräsentantenhaus von Alabama, wo er seine Tätigkeit von 1851 bis 1855 ausübte. Einige Zeit später fungierte er 1859 als beisitzender Richter am Alabama Supreme Court.
Als die Spannungen und dadurch die Spaltung bezüglich der Sklavereifrage zwischen den nördlichen und südlichen Vereinigten Staaten anwuchs, wurde Walker in der Herausbildung der Konföderierte Staaten von Amerika aktiv. Er vertrat den am 11. Januar 1861 abgespalteten Bundesstaat Alabama im provisorischen Konföderiertenkongress zwischen 1861 und 1862. Ferner vertrat er von 1864 bis 1865 den Staat Alabama auch als Senator der konföderierten Staaten.
Richard Wilde Walker verstarb am 16. Juni 1874 in Huntsville. Er wurde auf dem Maple Hill Cemetery in Huntsville beigesetzt.

## Familie
Richard Wildes Großvater war LeRoy Pope, Gründer von Huntsville. Sein Vater, John Williams Walker, war US-Senator für Alabama. Ferner hatte Richard zwei Brüder, Percy Walker und Leroy Pope Walker. Sein Bruder Percy vertrat den Staat Alabama im US-Repräsentantenhaus, während sein Bruder Leroy der erste Kriegsminister der Konföderierten Staaten war. Des Weiteren hatte Richard einen Sohn, Richard Wilde Walker, Jr. Er war Richter am Alabama Supreme Court sowie später am United States Court of Appeals for the Fifth Circuit.